# Корткеросский мост
Корткеросский мост — сталежелезобетонный балочный автомобильный мост через реку Вычегда, соединяющий левый берег, на котором стоит село Корткерос, и правый — на котором расположен  посёлок Аджером. Мост являются частью автодороги Р26 Сыктывкар — Усть-Кулом — Троицко-Печорск.
Построен в 1983 году. Один из крупнейших мостов в Республике Коми.

## История
Строительство моста началось в мае 1979 года. Строительством занимался мостоотряд-71 (государственное предприятие «Мостоотряд-71» треста «Мостострой-6»; в 1993 году на базе Мостоотряда № 71 было создано ОАО «Комистроймост»).
Весной 1983 года строители осуществили надвижку последнего, самого длинного пролёта, соединяющего левый берег с готовой опорой посредине реки. При этом возникли сложности с демонтажем временной опоры. Открытие моста состоялось 5 ноября 1983 года.
В 2012 году была обновлена система освещения моста.